# Pete Waterman

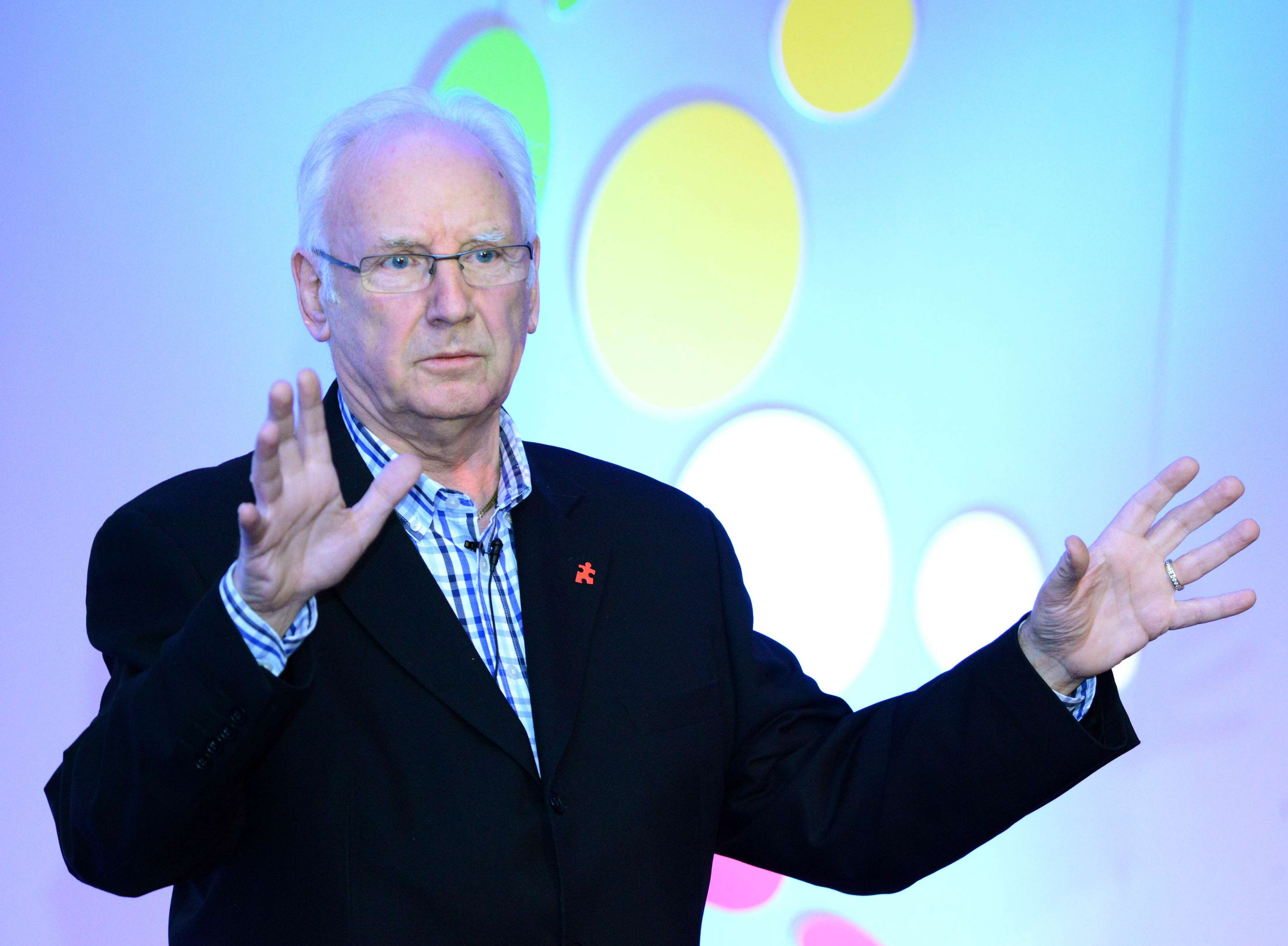
Pete Waterman (2014)

Peter Alan Waterman, OBE (* 15. Januar 1947 in Coventry) ist ein englischer Musikproduzent, Songwriter, Radio- und Club-DJ, Showmaster und Präsident des Rugbyvereins Coventry Bears.

## Leben und Arbeit
Pete Waterman ging auf die Whitley Abbey Comprehensive School, verließ diese aber vorzeitig und arbeitete bei British Railways. Er arbeitete als Heizer, aber als der Standort, an dem er arbeitete geschlossen wurde, entschied er sich, von den Beatles inspiriert, eine Musikerkarriere zu machen. Er war dreimal verheiratet und hat vier Kinder.
1987 gründete er das Label Pete Waterman Limited („PWL Records“), die erste Single war „I Just Can't Wait“ von Mandy Smith, bereits seine zweite Veröffentlichung I Should Be So Lucky von Kylie Minogue wurde die meistverkaufte Single des Jahres in England. „PWL America“ wurde 1989 gegründet und 1992 in Chemistry Records Ltd. umbenannt, aber 1993 wieder geschlossen. Ebenfalls in den 1990er Jahren gründete Waterman gemeinsam mit Warner Music die „PWL International“. Heute firmiert seine Firma unter dem Namen Pete Waterman Entertainment (PWE).
Ab 1984 kooperierte er sehr erfolgreich mit Mike Stock und Matt Aitken. Als Stock Aitken Waterman produzierten sie zahlreiche Nr. 1-Hits und wurde zu einem der prägendsten Musikproduzententeam der 1980er Jahre. Waterman hat auch mit Rick Astley, The Specials, Peter Tosh, Lee Perry, Susan Cadogan, Musical Youth und Nik Kershaw zusammengearbeitet.
Von 2001 bis 2003 gehörte Pete Waterman zur Jury von Pop Idol, dem Vorbild der 2002 von Gerhard Zeiler und Dieter Bohlen ins Leben gerufenen Castingshow Deutschland sucht den Superstar. Der englische Beitrag für den Eurovision Song Contest 2010, der von Josh Dubovie gesungen wurde, wurde von ihm geschrieben.

## Waterman Railway Heritage Trust

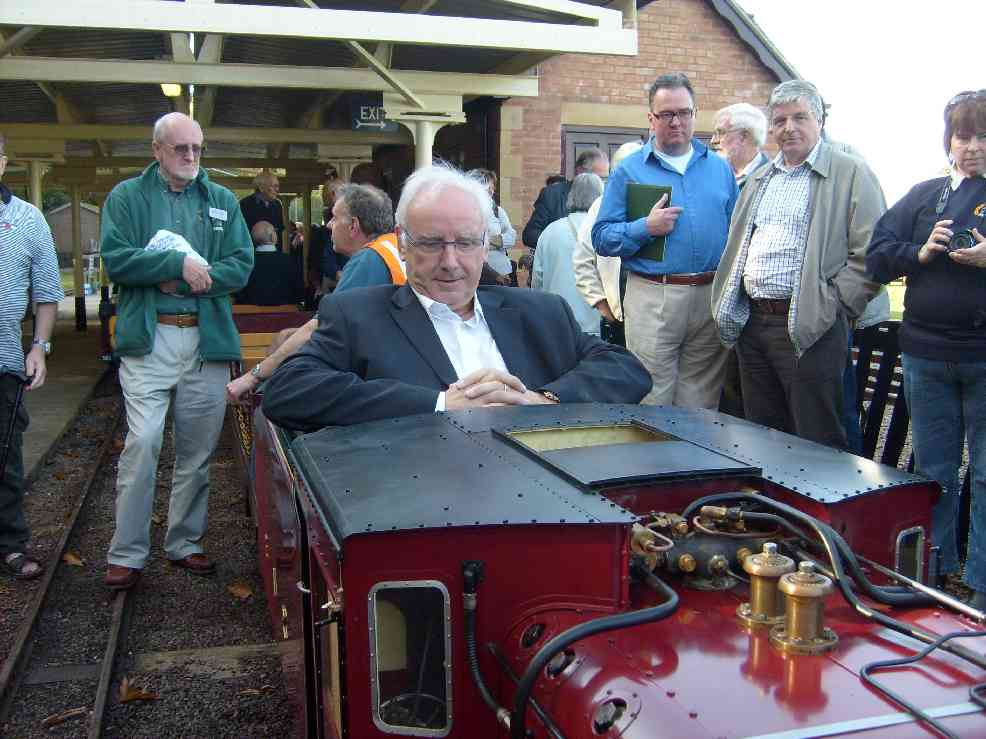
Pete Waterman (2008)

Abseits der Musikbranche engagiert sich Waterman für den Erhalt historischer Eisenbahnfahrzeuge. Für diverse Dampf- und Diesellokomotiven sowie Eisenbahnwagen in seinem Besitz gründete er den Waterman Railway Heritage Trust. Zum Fuhrpark des Trusts gehören unter anderem Exemplare der Klassen 4575, 5205 und 5600 der Great Western Railway sowie der British-Railways-Klassen 08, 25 und 46. Stationiert sind die meisten Fahrzeuge bei der Museumsbahn Peak Rail in Derbyshire, deren Präsident Waterman seit 2018 ist, wo sie auch eingesetzt werden.
Waterman war eine Zeit lang im Besitz einiger Diesellokomotiven der British-Rail-Klasse 20, die zuvor auf der Baustelle des Eurotunnels eingesetzt waren. Eine dieser Lokomotiven war die 20 188, die 1995 im James-Bond-Film GoldenEye als Lokomotive des Panzerzugs diente. Im Jahr 1999 verkaufte Waterman fünf Lokomotiven der Klasse 20 an Direct Rail Services (DRS). Die James-Bond-Lokomotive verkaufte er 2000 an die Somerset and Dorset Locomotive Company, die sich auf die Vermietung historischer Lokomotiven spezialisiert hat.